# Declan Rudd
Declan Thomas Rudd (* 16. Januar 1991 in Diss) ist ein ehemaliger englischer Fußballspieler. Er stand zuletzt bei Preston North End unter Vertrag. 

## Karriere
Rudd kam bereits als Neunjähriger zu Norwich City und durchlief die Jugendabteilung des Vereins. 2008 erhielt er seinen ersten Profivertrag und war maßgeblich am Einzug der Jugendmannschaft in das Viertelfinale des FA Youth Cups 2008/09 beteiligt. Im Sommer 2009 erhielt er einen neuen Drei-Jahres-Vertrag und gab am 26. September 2009 gegen den FC Gillingham sein Pflichtspieldebüt in der Football League One. Zum Saisonende hatte er sieben Ligaspiele und eine Partie im FA Cup bestritten, als Norwich als Drittligameister in die Football League Championship aufstieg. In der anschließenden Zweitligasaison 2010/11 war Rudd hinter John Ruddy Ersatztorhüter. Rudd bestritt im Saisonverlauf drei Pflichtspieleinsätze, einen davon in der Liga, die Norwich sensationell auf dem zweiten Tabellenplatz abschloss und damit den Durchmarsch in die Premier League realisierte.
Nach Einsätzen in den englischen Juniorennationalteams der Altersstufen U-16, U-17 und U-20 nahm Rudd 2009 als Ersatztorhüter hinter Jason Steele an der U-19-Europameisterschaft 2009 in der Ukraine teil. Die englische Mannschaft unterlag erst im Finale dem Team des Gastgebers mit 0:2, Rudd blieb im Turnierverlauf ohne Einsatz. Im Spieljahr 2009/10 war er Stammtorhüter der englischen U-19 und gehörte auch bei der U-19-Europameisterschaft 2010 in Frankreich zum Kader. Er stand in allen vier Turnierpartien zwischen den Pfosten und erreichte mit der Mannschaft das Halbfinale, in dem man sich Spanien geschlagen geben musste.